# Terenuthis

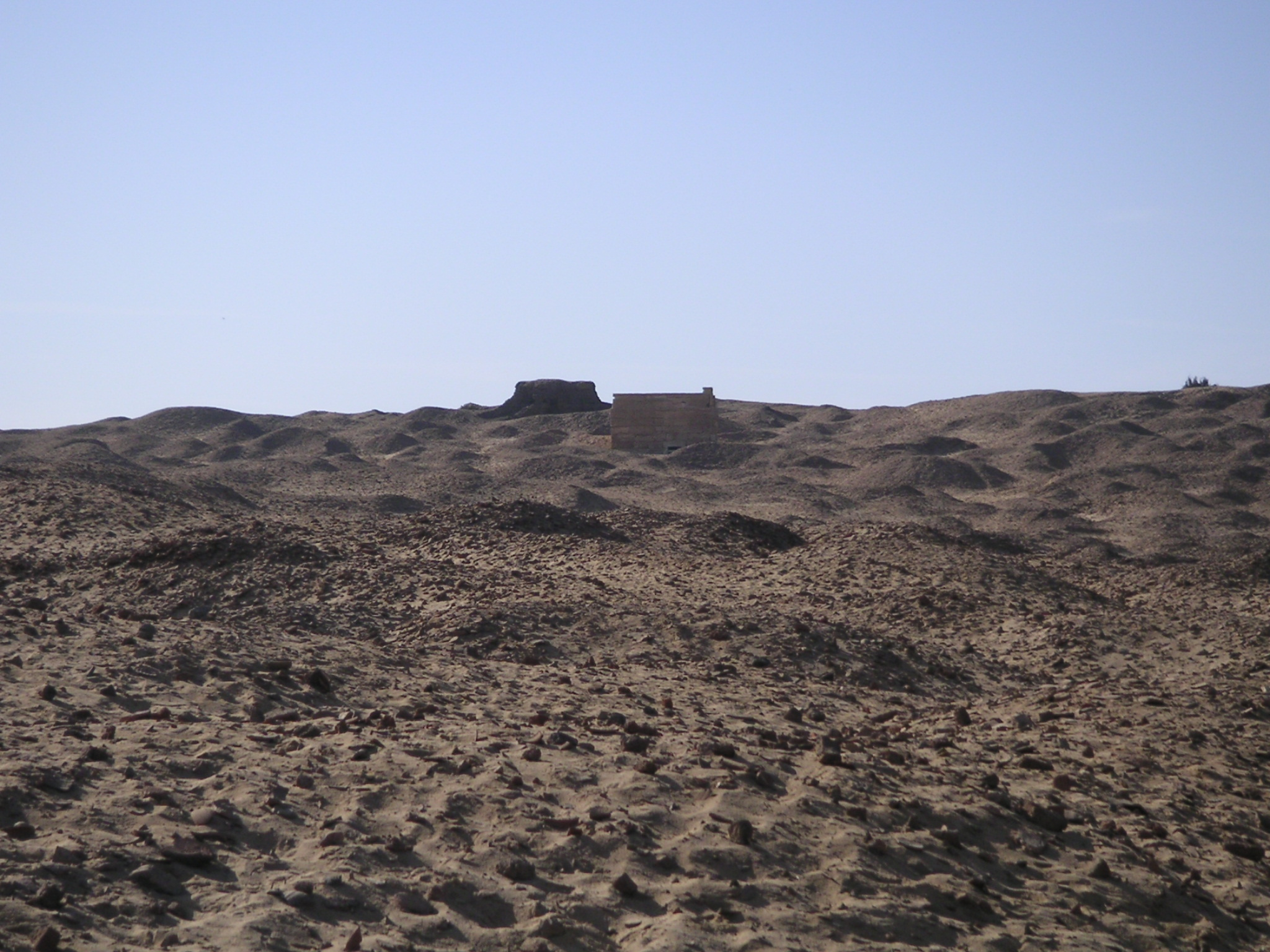
Necrópolis grecorromana de Terenuthis.

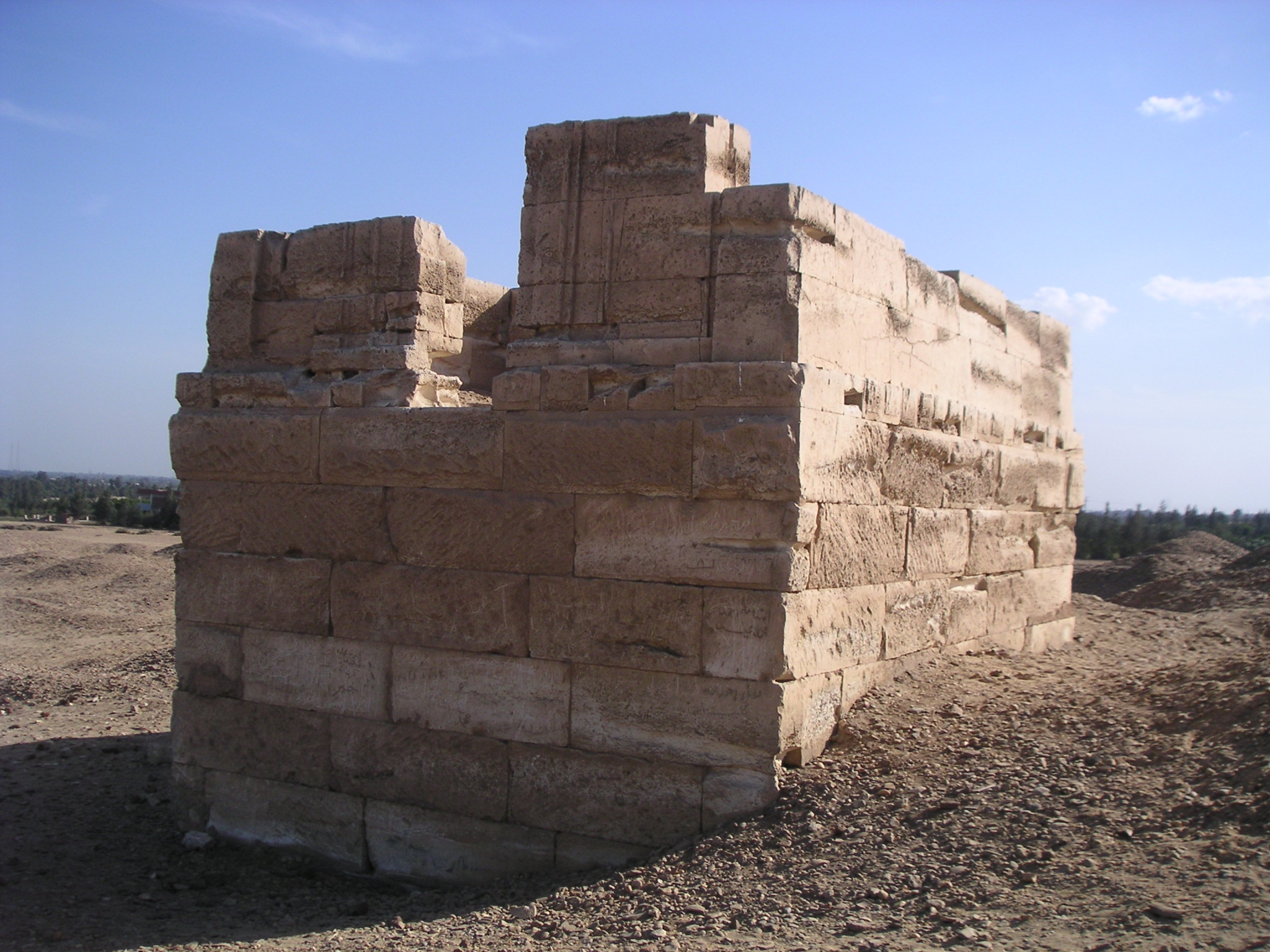
Capilla de la necrópolis de época grecorromana.

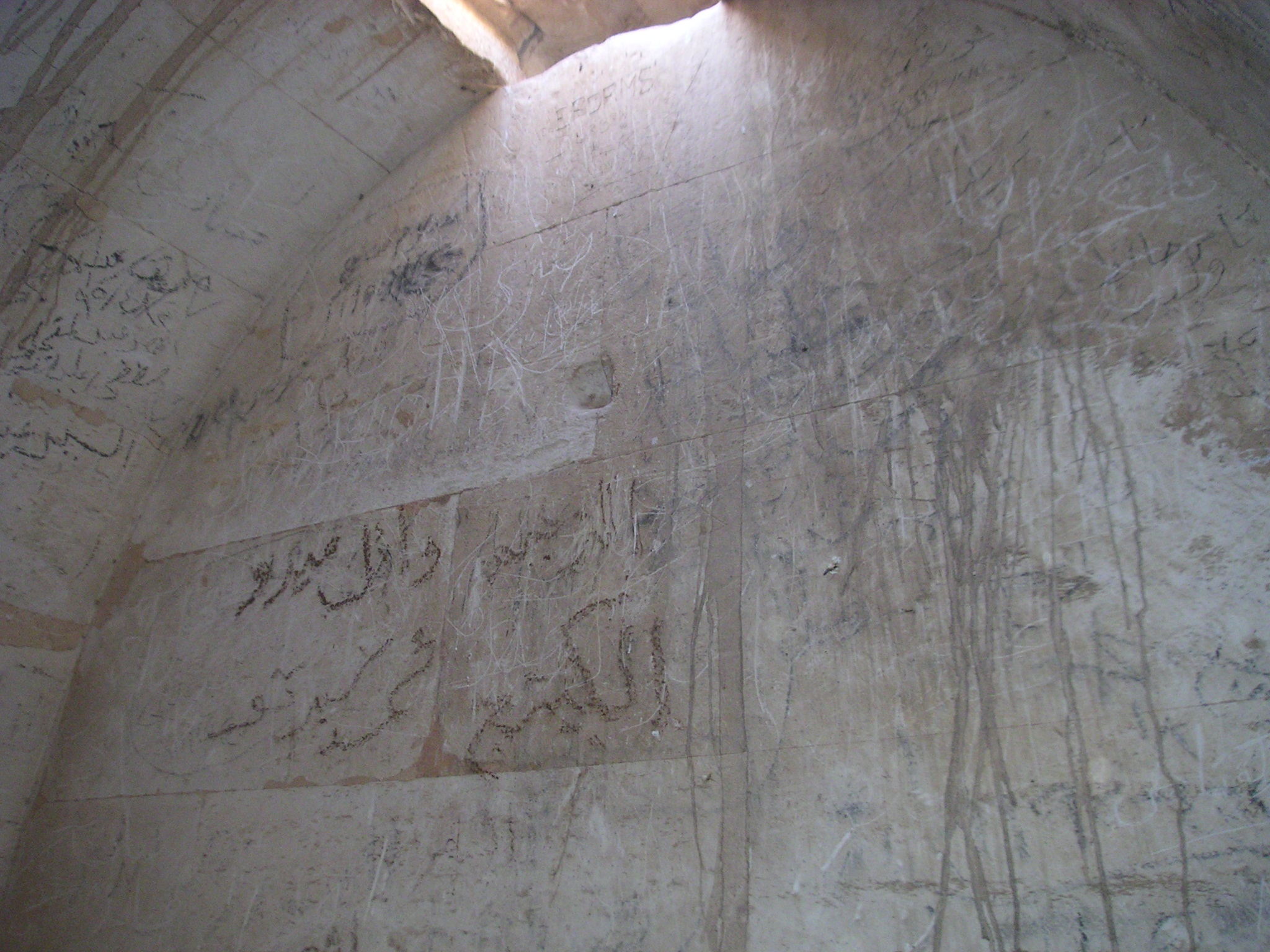
Bóveda de una tumba de la necrópolis.

Terenuthis o Terenutis, ahora conocida como Kom Abu Billo, fue una ciudad en el Antiguo Egipto, situada cerca de la moderna ciudad de Tarrana, a unos 70 km al norte de El Cairo, en el Delta occidental.
Su nombre se debe a que allí fue adorada la antigua deidad egipcia, la diosa cobra Thermuthis o Termuthis, conocida por los antiguos egipcios como Renenutet, una de las diosas más antiguas del panteón egipcio. En una adoración posterior se fusionó con otras deidades egipcias como Uadyet. Renenutet fue una deidad protectora local en tiempos predinásticos, y Terenuthis es el centro más antiguo conocido de su culto.
Hoy día pueden todavía contemplarse restos arqueológicos del Imperio Medio y una necrópolis. Del Período Ptolemaico quedan bloques de un templo dedicado a Hathor-Thermutis tallados con bajorrelieves que datan de los reinados de Ptolomeo I y Ptolomeo II. Conocida en tiempos faraónicos como Mefjet, Hathor era adorada aquí como "Señora de Mefjet" (Turquesa). También se han encontrado gran cantidad de estelas.
Después de que Egipto se convirtiera en una posesión romana, Terenuthis se incorporó a la provincia romana de  Aegyptus Prima.
Desde 2012, el yacimiento está siendo explorado por una misión arqueológica francesa del IFAO.

## Cristianismo
Llamada Terenouti por los coptos, tuvo gran importancia en el cristianismo primitivo. A unos 14 km de distancia se encuentran los lagos Nitria y Scetis, cerca de los cuales estaban las lauras de estos nombres, Nitria y Scetis.
Terenuthis se convirtió en un obispado que por estar en la provincia de Aegyptus Prima era un sufragáneo de Alejandría y está incluido en la lista de sedes titulares de la Iglesia católica. El historiador francés Michel Le Quien menciona dos de sus obispos: Arsintio en 404 y Eulogio en el Concilio de Éfeso en 431. 
Los monjes a veces buscaban refugio en Terenuthis durante las incursiones de los bárbaros maziks. El monje sirio Juan Mosco estuvo aquí a principios del siglo VII. Existen frecuentes menciones de Terenuthis en la literatura cristiana copta.

## Excavaciones
El sitio fue excavado por primera vez entre 1887 y 1888 por Francis Llewellyn Griffith, quien dirigió un equipo para el redescubrimiento del templo de Hathor, y posteriormente en 1935 por una expedición organizada por la Universidad de Michigan. La segunda excavación del sitio estuvo a cargo de Enoch E. Peterson, de la Universidad de Michigan, quien contrató a capataces profesionales locales de Qufti, que formaban parte del equipo que originalmente se formó con sir William Flinders para realizar excavaciones arqueológicas de forma adecuada. Estos hombres supervisaron a cientos de trabajadores locales para realizar la excavación durante treinta y cinco días para limpiar tres áreas clave del cementerio. La campaña de excavación más consistente fue dirigida por la Consejo Supremo de Antigüedades y tuvo lugar entre 1969 y 1974 debido a la inminente construcción de un canal que habría cruzado el sitio. Hoy en día, Terenuthis está mal conservado en parte debido a estas extensas excavaciones, en parte debido a la ampliación de la ciudad moderna de Tarrana y sus cultivos. Desde 2012, el sitio es explorado por una misión del Institut Français d'Archéologie Orientale.